# Нижнелебяжье
Нижнелебяжье — село в Наримановском районе Астраханской области России. Входит в состав Разночиновского сельсовета.

## География
Село находится в южной части Астраханской области, на левом берегу Волги, напротив города Нариманов, административного центра района. Абсолютная высота — 24 метра ниже уровня моря.
Климат умеренный, резко континентальный. Характеризуется высокими температурами летом и низкими — зимой, малым количеством осадков, а также большими годовыми и летними суточными амплитудами температуры воздуха.

## Население
| 2002 | 2010 | 2013 | 2014 |
| ---- | ---- | ---- | ---- |
| 248  | ↘225 | ↘224 | ↗234 |

По данным Всероссийской переписи, в 2010 году численность населения села составляла 225 человек (112 мужчин и 113 женщин). Согласно результатам переписи 2002 года, в национальной структуре населения русские составляли 59 %.
Этнический состав
| Национальность | Численность | Процент |
| -------------- | ----------- | ------- |
| Русские        | 148         | 59,92%  |
| Казахи         | 63          | 25,51%  |
| Чеченцы        | 18          | 7,29%   |
| Калмыки        | 15          | 6,07%   |
| Татары         | 3           | 1,21%   |
| Всего          | 247         | 100%    |

## Инфраструктура
В селе функционирует основная общеобразовательная школа.

## Улицы
Уличная сеть села состоит из 4 улиц.